# Stan Smith
Stan Smith, Stanley Roger Smith (Pasadena, Kalifornia, 1946. december 14. –) hivatásos amerikai teniszező, Bob Lutzcal minden idők egyik legsikeresebb teniszpárosát alkották. Öt páros Grand Slam-címet szereztek együtt (US Open: 1968, 1974, 1978, 1980, Australian Open: 1970). Stan Smith egyéniben is két Grand Slam-címet szerzett: megnyerte a US Opent (1971) és Wimbledont (1972). 1987-ben a International Tennis Hall of Fame tagjai közé választották.

## Grand Slam-döntői (3)

### Győzelmek (2)
| Év   | Torna     | Ellenfél a döntőben | Döntő eredménye         |
| 1971 | US Open   | Jan Kodeš           | 3–6, 6–3, 6–2, 7–6      |
| 1972 | Wimbledon | Ilie Năstase        | 4–6, 6–3, 6–3, 4–6, 7–5 |

### Elveszített döntő (1)
| Év   | Torna     | Ellenfél a döntőben | Döntő eredménye         |
| 1971 | Wimbledon | John Newcombe       | 6–3, 5–7, 2–6, 6–4, 6–4 |

## Páros Grand Slam-döntői

### Győzelmek (5)
| Év   | Torna           | Páros    | Ellenfél a döntőben            | Döntő eredménye     |
| 1968 | US Open         | Bob Lutz | Arthur Ashe Andrés Gimeno      | 11-9 6-1 7-5        |
| 1970 | Australian Open | Bob Lutz | John Alexander Phil Dent       | 8-6 6-3 6-4         |
| 1974 | US Open         | Bob Lutz | Patricio Cornejo Jaime Fillol  | 6-3 6-3             |
| 1978 | US Open         | Bob Lutz | Marty Riessen Sherwood Stewart | 1-6 7-5 6-3         |
| 1980 | US Open         | Bob Lutz | Peter Fleming John McEnroe     | 7-6 3-6 6-1 3-6 6-3 |

### Elveszített döntők (8)
| Év   | Torna         | Páros           | Ellenfél a döntőben         | Döntő eredménye       |
| 1971 | Roland Garros | Tom Gorman      | Arthur Ashe Marty Riessen   | 8-6 6-4 3-6 4-6 9-11  |
| 1971 | US Open       | Erik Van Dillen | John Newcombe Roger Taylor  | 7-6 3-6 6-7 6-4 6-7   |
| 1972 | Wimbledon     | Erik Van Dillen | Bob Hewitt Frew McMillan    | 2-6 2-6 7-9           |
| 1974 | Roland Garros | Bob Lutz        | Dick Crealy Onny Parun      | 3-6 2-6 6-3 7-5 1-6   |
| 1974 | Wimbledon     | Bob Lutz        | John Newcombe Tony Roche    | 6-8 4-6 4-6           |
| 1979 | US Open       | Bob Lutz        | Peter Fleming John McEnroe  | 2-6 4-6               |
| 1980 | Wimbledon     | Bob Lutz        | Peter McNamara Paul McNamee | 6-7(5) 3-6 7-6(4) 4-6 |
| 1981 | Wimbledon     | Bob Lutz        | Peter Fleming John McEnroe  | 4-6 4-6 4-6           |

## Adidas Stan Smith
1978-ban az Adidas sportszergyártó cég átnevezte az addig Robert Haillet francia teniszjátékos nevét viselő teniszcipőmodelljét Stan Smith-re.
A modellnek azóta is Smith a névadója.